# Cylidroctenus chalybaeum
Cylidroctenus chalybaeum là một loài bọ cánh cứng trong họ Cleridae. Loài này được Westwood năm White miêu tả khoa học đầu tiên năm 1849.